# الرابية (حمص)
الرابية قرية في ناحية جب الجراح التابعة لمنطقة المخرّم في محافظة حمص في سورية.